# Szakony
Szakony je vesnice, která se rozkládá v okrese Sopron v župě Győr-Moson-Sopron v Maďarsku. V lednu 2015 zde žilo 408 obyvatel.

## Poloha, popis
Území obce je rovinaté, s nadmořskou výškou okolo 200 m. Jihozápadní částí protéká řeka Repce. Souběžně s řekou prochází vesnicí silnice č.8614. Celková rozloha obce je 13,5 km².
Sousedními obcemi jsou na severozápadě Répcevis a Gyalóka, na severovýchodě Egyházasfalu, na jihu Csepreg a na západě Peresznye.

## Zajímavosti
- Římskokatolický kostel svatého Štěpána (Szent István)
- Obcí prochází cyklistická stezka, propojující obce Bő, Bük, Csepreg, Szakony, Gyalóka a Zsira.